# Teoria BCS
A Teoria BCS foi proposta por John Bardeen, Leon Cooper, e John Robert Schrieffer e explica o fenômeno da supercondutividade.
Ela afirma principalmente que os elétrons em um material quando no estado supercondutor se agrupam em pares chamados pares de Cooper. Os pares de Cooper são elétrons condensados em estados de menor energia. Esta formação de pares de Cooper depende da microestrutura do material, da forma da rede cristalina, já que este par de elétrons se move de forma acoplada com a rede.
Independentemente e ao mesmo tempo, este fenômeno de supercondutividade foi explicado por Nikolay Bogoliubov por meio das então chamadas transformações de Bogoliubov.
Em muitos supercondutores, a interação atrativa entre elétrons (necessariamente aos pares) é conduzida aproximada e indiretamente pela interação entre os elétrons e a estrutura do cristal em vibração (os fônons).
Um elétron que move-se através de um condutor atrairá cargas positivas próximas na estrutura. Esta deformação da estrutura faz com que um outro elétron, com “spin” oposto, mova-se na região de uma densidade de carga positiva mais elevada. Os dois elétrons são mantidos unidos então com alguma energia de ligação. Se esta energia de ligação é mais elevada do que a energia fornecida por impulsos das oscilaçãodos dos átomos  no condutor (o que é verdadeiro a baixas temperaturas), então os pares de elétrons mantêm-se juntos e resistem aos impulsos, não experimentando resistência.
A teoria BCS foi desenvolvida em 1957 por John Bardeen, Leon Cooper, e Robert Schrieffer e eles receberam o Prêmio Nobel de Física em 1972 por esta teoria.
Em 1986, a "supercondutividade a alta temperatura" foi descoberta (i.e. supercondutividade a temperaturas consideravelmente acima do limite prévio de aproximadamente 30 K; acima de aproximadamente 130 K). Acredita-se que nestas temperaturas outros efeitos estão em jogo; estes efeitos não são ainda inteiramente compreendidos. (É possível que estes efeitos desconhecidos controlem igualmente a supercondutividade mesmo em baixas temperaturas para alguns materiais).

## Mais detalhes
A teoria BCS inicia da suposição que existe alguma atração entre elétrões, a qual pode suplantar a repulsão de Coulomb. Na maioria dos materiais (em supercondutores a baixa temperatura), esta atração é conduzida aproximadamente de maneira indireta pelo acoplamento dos elétrões à estrutura cristalina(como explicado acima). Entretanto, os resultados da teoria BCS não dependem da origem da interação atrativa. Os resultados originais da BCS (discutidos abaixo) descrevem um estado supercondutor onda s, o qual é a regra entre supercondutores de baixa temperatura mas não é realizada em muitos "supercondutores não convencionais", como supercondutores de alta temperatura "onda d". As extensões da teoria de BCS existem para descrever estes outros casos, embora sejam insuficientes para descrever completamente as características observadas da supercondutividade de alta temperatura.
BCS é hábil para dar uma aproximação para o estado mecânico quântico do sistema de elétrões (atrativamente interagindo) dentro do metal. Este estado é sabido agora como de "o estado BCS". No estado normal de um metal, os elétrões movem-se independente, visto que no estado BCS, são ligados em "pares de Cooper" pela interações atrativas.
BCS derivou diversas predições teóricas importantes que são independente dos detalhes da interação, desde que as predições quantitativas mencionadas abaixo prendem para toda a atração suficientemente fraca entre os elétrões e esta última circunstância é cumprido para muitos supercondutores da baixa temperatura - do "o exemplo assim chamado fraco-acoplamento". Estes foram confirmados em numerosos experimentos:
- Desde que os elétrões são limitados em pares de Cooper, uma quantidade finita de energia é necessário quebrar distante estes em dois elétrões independentes. Isto significa que há de "uma abertura (janela) de energia" para a "excitação de partícula única", ao contrário no metal normal (onde o estado de um elétrão pode ser mudado adicionando arbitrariamente uma pequena quantidade de energia). Esta abertura de energia é mais alta a baixa temperatura mas desaparece na temperatura de transição quando supercondutividade cessa de existir. A teoria BCS corretamente prediz a variação desta abertura com temperatura. Igualmente, dá uma expressão que mostra como a abertura cresce com a força da interação atrativa e a (fase normal) da partícula única densidade dos estados na energia de Fermi. Além disso, descreve como a densidade dos estados é mudada em incorporar o estado supercondutor, onde não há qualquer estado eletrônico na energia de Fermi. A abertura de energia é observada o mais diretamente em experiências de tunelamento e na reflexão das microondas de supercondutor.